# BlueCo
BlueCo — це консорціум, очолюваний Тоддом Боелі, Clearlake Capital, Марком Волтером та Гансйоргом Віссом. Група була створена як інвестиційний інструмент для поглинання футбольного клубу Прем'єр-ліги «Челсі» у 2022 році. Її назва походить від домашнього кольору «Челсі», флагманського футбольного клубу, і вона виступає материнською компанією клубу.

## Історія
Заснована у 2022 році, BlueCo — це консорціум, який придбав «Челсі» у 2022 році. Його очолюють Тодд Боелі, голова та генеральний директор Eldridge Industries, та Clearlake Capital. До складу консорціуму також увійшли Гансйорг Вісс, засновник Wyss Foundation, та Марк Волтер, співзасновник та генеральний директор Guggenheim Partners. Волтер та Боелі є власниками Лос-Анджелес Доджерс та Лос-Анджелес Спаркс. Рік потому BlueCo придбала клуб Ліги 1 «Расінг Страсбур», щоб розпочати мульти-клубне володіння.

## Клуби у власності

### ФК «Челсі»
У березні 2022 року колишній власник ФК «Челсі», російський бізнесмен Роман Абрамович, потрапив під санкції західних урядів у відповідь на російське вторгнення в Україну 2022 року. В результаті Прем'єр-ліга дискваліфікувала Абрамовича як директора клубу, і він був змушений виставити клуб на продаж.
7 травня 2022 року «Челсі» підтвердив, що було досягнуто домовленості про придбання клубу новою групою власників. Групу, пізніше відому як BlueCo, очолювали Тодд Боелі, голова та генеральний директор Eldridge Industries, та Clearlake Capital; до неї також увійшли Гансйорг Вісс, засновник Wyss Foundation, та Марк Волтер, співзасновник та генеральний директор Guggenheim Partners. Волтер та Боелі є власниками Лос-Анджелес Доджерс, Лос-Анджелес Лейкерс та Лос-Анджелес Спаркс.
25 травня 2022 року британський уряд схвалив поглинання «Челсі» консорціумом BlueCo за £4.25 мільярда. Угода отримала всі необхідні дозволи від уряду Великої Британії, Прем'єр-ліги та інших органів і була завершена 30 травня 2022 року. Після поглинання BlueCo пообіцяла інвестувати додаткові £1.75 мільярда в домашній стадіон клубу Стемфорд Бридж, академію, жіночу команду, а також у домашній стадіон академії та жіночої команди Кінгсмедоу та фонд «Челсі».

### ФК «Расінг Страсбур»
22 червня 2023 року BlueCo досягла угоди про те, щоб стати акціонерами французького клубу «Расінг Страсбур». Угода передбачала, що BlueCo інвестуватиме в основні команди та академію «Страсбура». Повідомлялося, що консорціум придбав майже 100% акцій клубу, заплативши €75 мільйонів.